# ネーム (ソーセージ)
ネーム（タイ語: แหนม、発音 [nɛ̌ːm]; nham、naem moo、som moo、naem maw、chin somとも呼ばれる）は、タイ料理の豚肉ソーセージである。酸味のある発酵食品。日持ちは短く、発酵過程が起こった後に生で食されることが多い。人気のある東南アジアの食品であり、東南アジアの異なる地域で、酸味や香辛料の効きの違いを含め様々な好まれる風味がある。ネームは様々な料理の食材として使われ、副菜としても供される。
ネームは100グラム当たり185キロカロリーであり、多量のタンパク質、中程度の量の脂肪、少量の炭水化物を含む。寄生虫と病原性細菌がネームの試料から見出されている。発酵によって生成される乳酸がサルモネラ菌の増殖を阻害する。Lactobacillus curvatusの使用はネームにおける病原性細菌の増殖を防ぐことが証明されている。放射線照射されることもある。タイの豚肉発酵食品中の細菌含量は規制されている。

## 概要
ネームは東南アジア料理の赤色、半乾きの乳酸発酵豚肉ソーセージである。生の豚挽肉と豚の皮、大量の調理済みもち米、トウガラシ、ニンニク、砂糖、硝酸カリウムを使って作られる。牛挽肉が使われることもある。材料を混ぜ合わせた後、バナナの葉、合成ソーセージケーシング、あるいは筒状のプラスチックバッグに入れられ、3から5日間発酵のために置かれる。ネームは発酵のために酸味があり、乳酸菌と酵母がソーセージ内で増殖している。乳酸菌と酵母はもち米と砂糖を餌として増殖し、塩の使用が肉の腐敗を防ぐ。
通常ネームは日持ちが短かく、これは冷蔵することで伸ばすことができる。ネームは作るのに時間と人手がかかる。典型的には室温で貯蔵され、賞味期限は1週間ほどである。東南アジア全域で作られるが、わずかに違いがある。
ネームは（発酵後に）生で食されることが多く、エシャロット、鳥の目唐辛子、スキャリオンが付けられることが多い。ネームと卵の炒め物、ネーム・カーオ、Naem phat wun sen sai khaiといった様々な料理の食材として使われ、副菜や薬味としても食される。調理することでネームの風味は大きく変化する。
ネームはタイで、「豚挽肉から作られたタイで人気のある肉製品の1つ」や、「最も人気のある伝統タイ発酵肉製品の1つ」と説明されている。

## 亜種
タイ北部のネーム・モーは土器中で発酵される。異なるタイの地域では好まれる風味が異なる。北部および東北部の豚肉は少しだけ酸味があり、中部は酸味があり、南部は香辛料が効いている。

## 料理での使用
ネームを使って作られた料理にはネームと卵の炒め物やネーム焼き飯がある。Naem phat wun sen sai khaiはネーム、春雨、卵、スキャリオンや赤トウガラシといったその他の食材を使って作られる料理である。ネーム・カーオはラオスの発酵豚肉ソーセージ、米、ココナッツ、ピーナッツ、ミント、コリアンダー、魚醤、レモン果汁を使って作られたラオス料理のサラダである。ネームと米を丸めてたっぷりの油で揚げ、上に様々な食材をのせて供される。バンコクのレストランSerenadeは「McNaem」と呼ぶ料理を作っている。これはネームで包んだアヒルの卵からなり、これを揚げて、リゾット、コールスロー、シイタケ、ハーブ、および調理したマゼランツキヒと共に上につぶしたニンニクをのせて供される。
様々な風味を持つ酸味のある豚肉はphat phet naem（タイ語: ผัดเผ็ดแหนม）、トムカーネーム（タイ語: ต้มข่าแหนม）、ホーモックネーム（タイ語: ห่อหมกแหนม）、naem priao wan（タイ語: แหนมเปรี้ยวหวาน）といった多くの応用がある。

ネームを使った料理
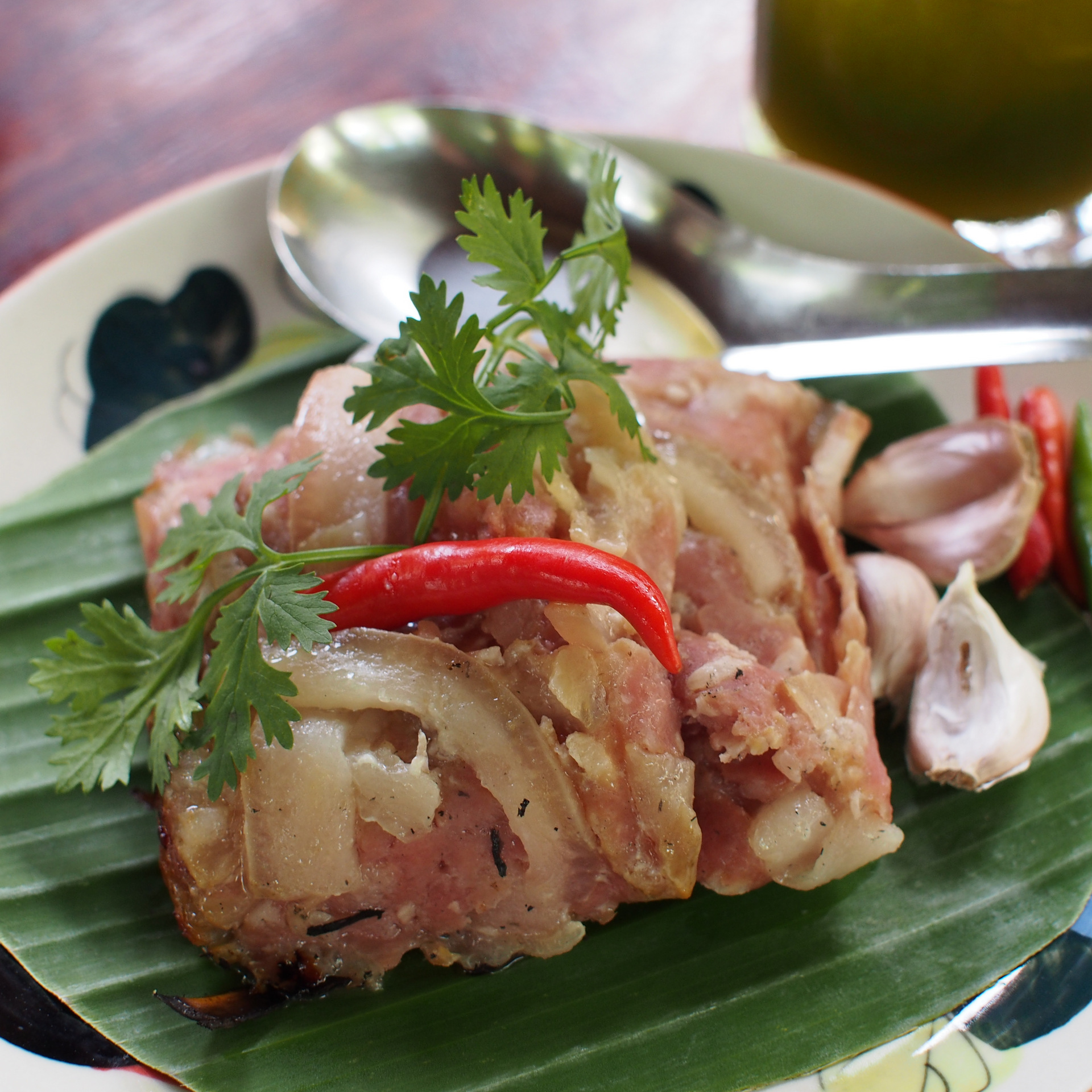
Chin som mok – タイ北部の名物料理。ネームのタイ北部版である。
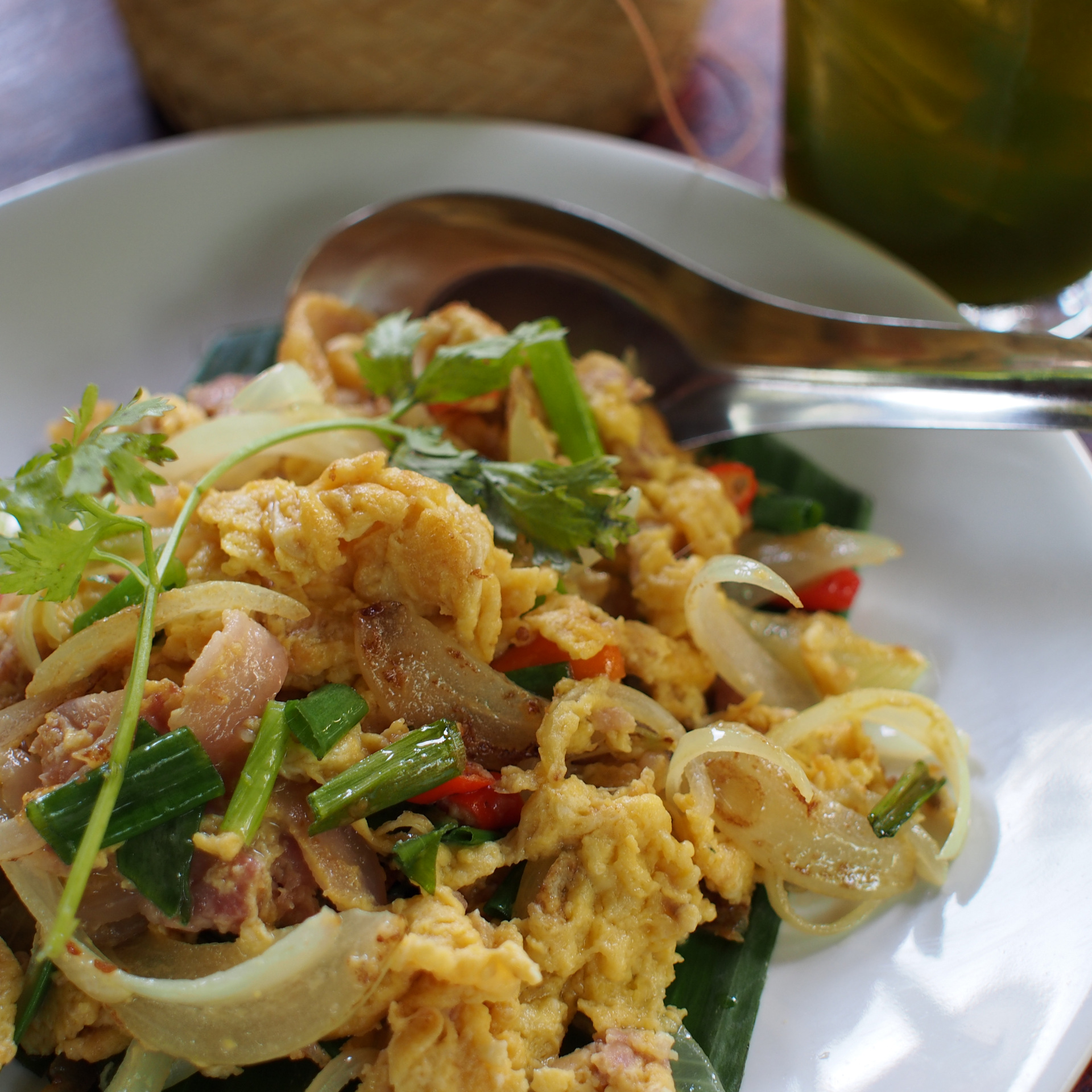
Khua chin som sai khai – 乾煎りした酢漬け豚肉と卵から作らえる料理。Chin somはネームのタイ北部での名前である。
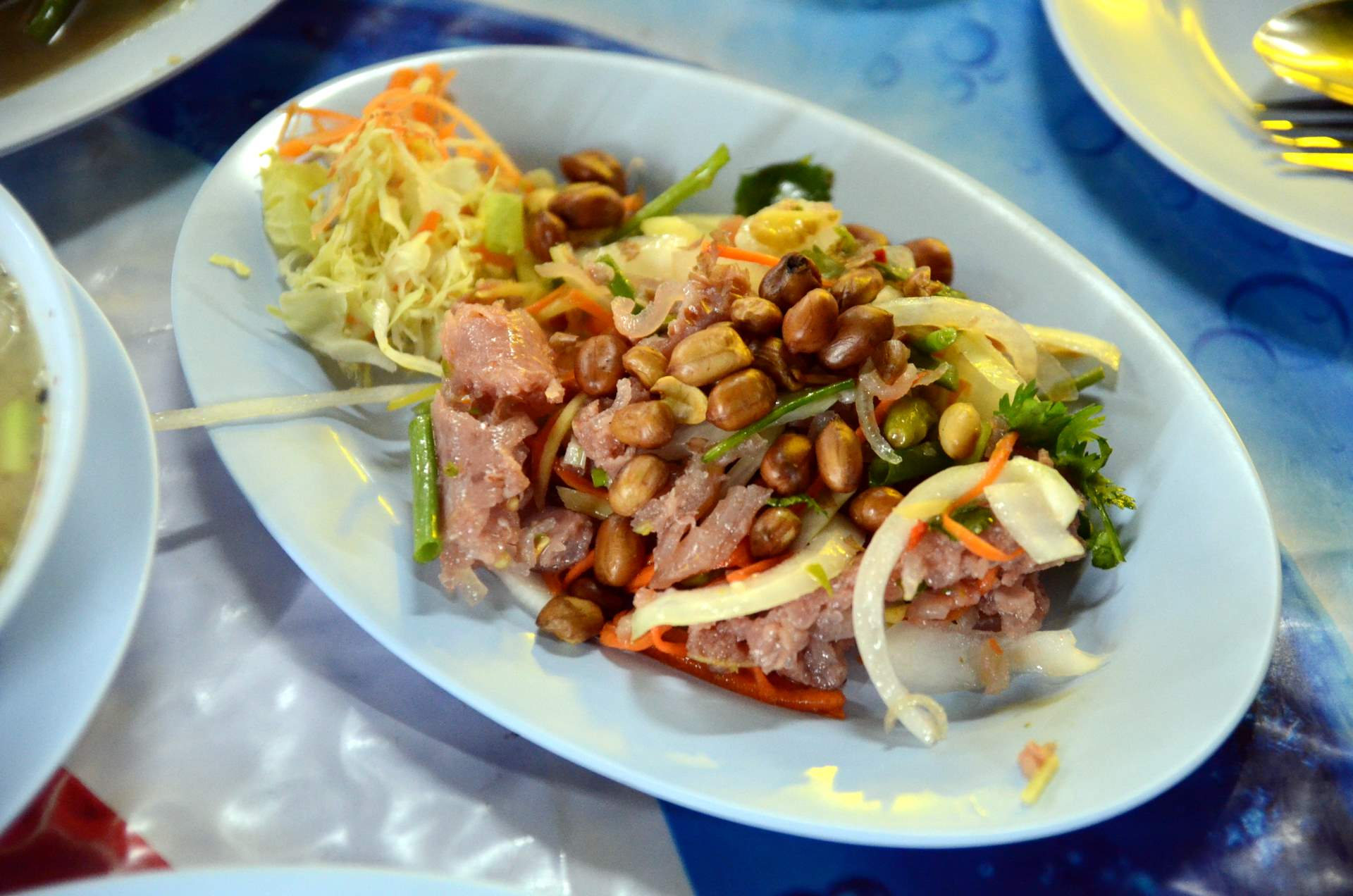
Nam Khao – ネームとその他の食材から作られるラオスのサラダ
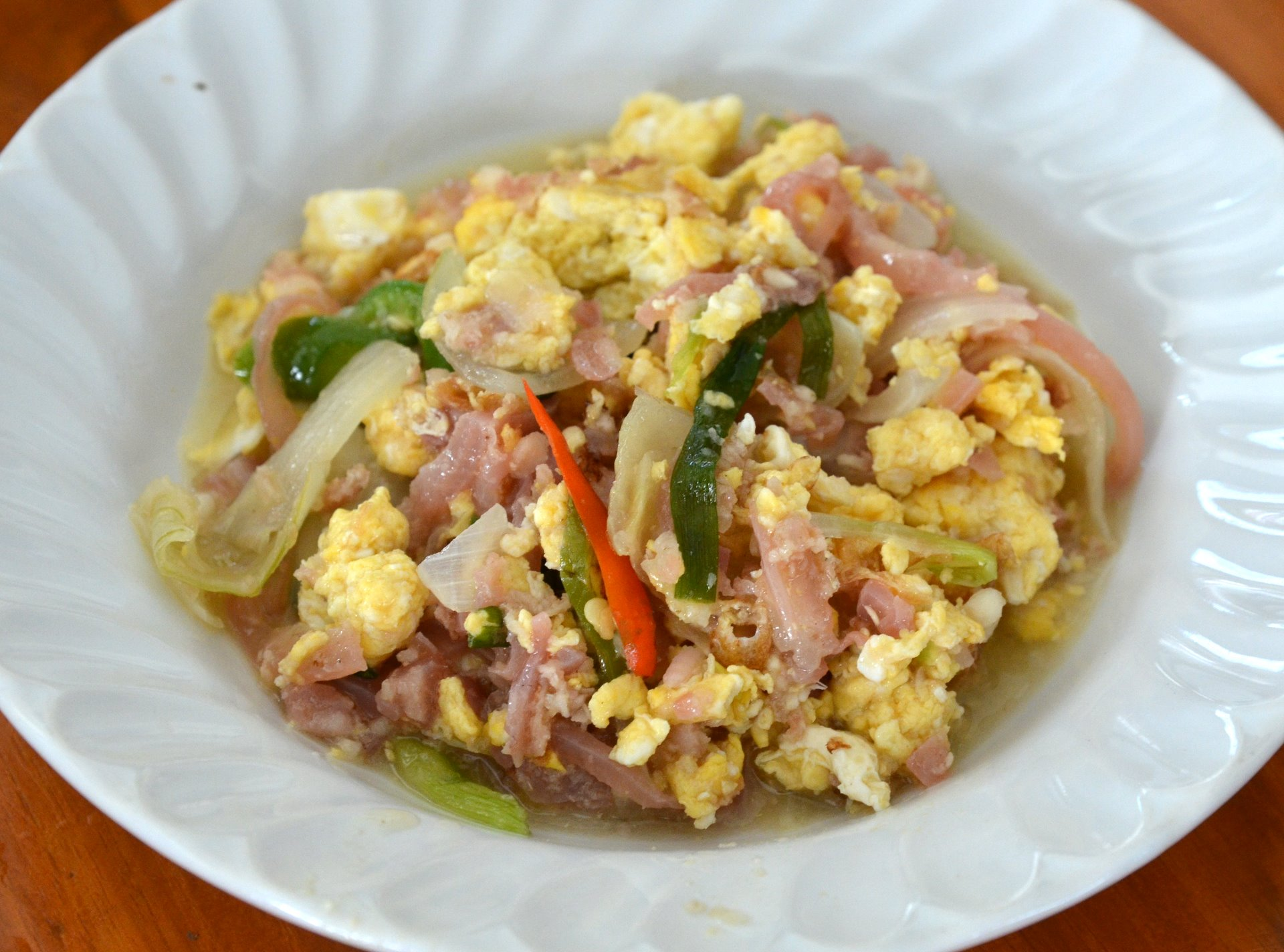
Phat naem sai khai – 卵と共に強火で素早く炒めたネーム

## 栄養成分
ネーム100 gは185キロカロリー、20.2 gのタンパク質、9.9 gの脂肪、3.6 gの炭水化物を含む。ネームはビタミンB1、ビタミンB2、鉄分、リンを含む。

## 微生物学
ネームは時折、有鉤条虫や旋毛虫といった寄生虫、大腸菌群やサルモネラといった病原性細菌に汚染されている。サルモネラの増殖は発酵過程における乳酸の生成によって阻害されることが示されている。発酵スターターとしてのLactobacillus curvatusの使用はネーム中の「病原性細菌の増殖」を抑えることが明らかにされている。ネームは照射殺菌されることがある。

### 微生物含量の規制
タイの酸味のある豚肉製品中の微生物含量は規制されている。腸管出血性大腸菌O157:H7 0.1 g以下、黄色ブドウ球菌0.1 g以下、Yersinia enterocolitica 0.1 g以下、Listeria monocytogenes 0.1 g以下、ウェルシュ菌 0.1 g以下、カビは1 g中10コロニー以下、旋毛虫 100 g以下でなければならない。細菌含量が多いと病気の原因となるかもしれない。

## 推薦文献
- Acton, Q.A. (2013). Lactobacillus—Advances in Research and Application: 2013 Edition. Scholarly Editions. p. 90. ISBN 978-1-4816-8929-8